# Yoriyuki Harada
Yoriyuki Harada (原田依幸, Harada Yoriyuki) (prefectuur Shimane, 1948) is een Japanse jazzpianist, klarinettist en percussionist in de free jazz. Hij speelt in de traditie van Cecil Taylor.

## Biografie
Yoriyuki Harada studeerde aan Kunitachi College of Music, waar hij Kazutoki Umezu leerde kennen met wie hij veel zou samenspelen. Hij werkte vanaf de jaren 70 in o.m. de groep Seikatsu Kōjyō Iinkai (album Live Improvement Committee (1975), met Ahmed Abdullah, Umezu, William Parker, Rashied Sinan) en Shudan Sokai (met Junji Mori, Umezu, Takashi Kikuchi). Met Umezu had hij een duo (Umezu-Harada Duo). Hij speelde ook in de Yoriyuki Harada Unit (met o.m. Hideaki Mochizuki). Hij speelde mee op opnames van Kohsuke Mine (Daguri, 1973), Shigeharu Mukai (A Head Wind, 1975), Takeo Moriyama (Flush Up, 1977), Ryōjirō Furusawa (Spicy Islands, 1978) en Fumio Itabashi (Nature, 1979).
In 1980 nam Yoriyuki een album op in verschillende bezettingen (Miu), in datzelfde jaar trad hij met Umezu op tijdens de Donaueschinger Musiktagen (Danke; PJL). In de jaren 80 werkte hij met Akira Sakata, Koichi Matsukaze, Takeo Moriyama, Itaru Oki en Hiroaki Katayama. In 1988 maakte hij met zijn Unit-band en gastmusicus Andrew Cyrille een live-album (Ehyang). In de jazz speelde hij tussen 1975 en 1988 mee op 10 opnamesessies. In latere jaren vormde hij duo's met Sergey Letov en Tristan Honsinger en speelde hij in trio's met Shoji Hano/David Chiesa, Choi Sun Bae/Alfred Harth en Masami Shinoda/Takuya Nishimura.